# دونکوه
دونکوه، روستایی است از توابع بخش مرکزی شهرستان نور در استان مازندران ایران.

## جمعیت
این روستا در دهستان میان‌بند قرار دارد و براساس سرشماری مرکز آمار ایران در سال ۱۳۸۵، جمعیت آن ۲۰ نفر (۷خانوار) بوده‌است. مردم دونکوه از قومیت طبری هستند که ریشه آن به قوم آمارد و قوم تپوری می‌رسد. مردم دونکوه به زبان طبری (مازندرانی) و گویش کجوری سخن میگویند.